# Treble (gruppo musicale)
Le Treble sono state un gruppo musicale olandese attivo dal 2002 al 2010 e formato da Caroline Hoffman, Djem van Dijk e Niña van Dijk.
Hanno rappresentato i Paesi Bassi all'Eurovision Song Contest 2006 con il brano Amambanda.

## Carriera
Le tre componenti delle Treble si sono incontrate ad una festa nel 1995 dove Caroline si stava esibendo. I genitori delle van Dijk, una più piccola di 10 e l'altra di 12 anni di Caroline, hanno chiesto a quest'ultima di diventare la loro insegnante di musica.
Nel 2003 è uscito il loro singolo di debutto Ramaganana, che ha raggiunto la vetta della classifica olandese e la 13ª posizione della classifica della regione belga delle Fiandre. Il brano è cantata in una lingua artificiale inventata dalle ragazze, che verrà spesso utilizzata nella loro musica. Un secondo singolo, Magic, è uscito nella primavera del 2004 e ha raggiunto il 16º posto nei Paesi Bassi; ha anticipato l'uscita del primo album No Trouble, che ha debuttato alla 18ª posizione in classifica e ha prodotto un terzo singolo, Fragile, 44º in classifica.
Il 12 marzo 2006 le Treble hanno preso parte alla selezione del rappresentante olandese per l'Eurovision cantando Amambanda e venendo incoronate vincitrici dopo avere ottenuto il 72% dei televoti su tre finalisti. Nella semifinale dell'Eurovision Song Contest 2006, che si è tenuta il successivo 18 maggio ad Atene, si sono piazzate al 20º posto su 23 partecipanti con 22 punti totalizzati, non riuscendo a qualificarsi per la finale. Amambanda è stato comunque un successo commerciale, raggiungendo la 10ª posizione nella classifica dei singoli. Il secondo album, Free, è uscito poche settimane prima del contest e ha debuttato 49º in classifica.
Il gruppo ha annunciato lo scioglimento a febbraio 2010, per poi dare il loro concerto di addio il successivo 13 marzo a Blerick. Tutte e tre le componenti hanno intrapreso una carriera musicale come soliste.

## Discografia

### Album in studio
- 2004 – No Trouble
- 2006 – Free

### Singoli
- 2003 – Ramaganana
- 2004 – Magic
- 2004 – Fragile
- 2006 – Amambanda
- 2006 – Leave Me Alone